# Arthur Dunkel
Arthur Dunkel (* 26. August 1932 in Lissabon; † 8. Juni 2005 in Meyrin) war ein Schweizer Wirtschaftswissenschaftler und Generaldirektor des Allgemeinen Zoll- und Handelsabkommens (General Agreement on Tariffs and Trade, GATT).

## Leben
Arthur Dunkel schloss sein Studium 1956 an der Universität Lausanne mit einem Lizenziat der Wirtschafts- und Handelswissenschaften ab. Ab 1956 war er Unterhändler bei der damaligen Handelsabteilung des Eidg. Volkswirtschaftsdepartements, ab 1973 ständiger Vertreter der Schweiz beim GATT. 1976 wurde er Delegierter für Handelsverträge im Botschafterrang.
Von 1980 bis 1993 war Arthur Dunkel als Nachfolger von Olivier Long Generaldirektor des GATT. Als sein wissenschaftlicher Mitarbeiter fungierte zeitweise der spätere namibische Diplomat Andreas Guibeb.
Er war aktiv involviert in die Uruguay-Verhandlungsrunde des GATT. Sein Beitrag war essentiell für den erfolgreichen Verhandlungsabschluss. Als die Verhandlungen die Frist überschritten und noch kein Kompromiss vorlag, nahm er das Heft in die Hand und schrieb im Dezember 1991 den "Dunkel Draft". Dieser "Entwurf" hat die Verhandlungsstände zusammengetragen und schlug eine Lösung vor zu Themen, bei denen die Verhandlungen bisher scheiterten. Obwohl die USA und Indien noch für kleinere Änderungen weiterverhandelten, wurde nur wenig am "Dunkel Draft" geändert, im Bereich der Landwirtschaft. Der Dunkel Draft wurde danach gutgeheissen und ebnete den Weg für die Entstehung der späteren WTO. 
Er hatte Lehraufträge an den Universitäten Freiburg und Genf inne. Die Universitäten Freiburg (1980) und Basel (1992) verliehen ihm die Ehrendoktorwürde. 